# Djevojka
Djevojka ili cura (engleski: girlfriend, španjolski: novia, njemački: (feste) Freundin, talijanski: ragazza) jest naziv za ženu koja se s nekom osobom nalazi u intimnoj (romantičnoj i/ili seksualnoj) vezi. U ranije se doba pod time, kao što i sama etimologija sugerira, podrazumijevala mlađa osoba, odnosno žena, koja s nekim ljubuje u dobi prije nego što se smatra primjerenim ili ima materijalne mogućnosti formalizirati svoju vezu zarukama ili brakom. 
U današnje se doba izrazom djevojka nastoji manje označiti njena životna dob, a više neformalnost i neobveznost intimne veze; za djevojku i njezina momka pretpostavlja se da ne žive zajedno, to jest da nisu bračni drugovi niti u izvanbračnoj zajednici. 